# Fugleria pseudoillota
Fugleria pseudoillota is een tweekleppigensoort uit de familie van de Arcidae. De wetenschappelijke naam van de soort is voor het eerst geldig gepubliceerd in 1937 door Reinhart.